# بيتر ماكفي
بيتر ماكفي (29 يوليو 1963 - ) (بالإنجليزية: Peter McPhee)‏ هو لاعب كريكت أسترالي.

## وصلات خارجية
- بيتر ماكفي على موقع إي آس بي آن كريك إنفو (الإنجليزية)